# Estación de Bonstetten-Wettswil
La estación de Bonstetten-Wettswil es una estación ferroviaria de las comunas suizas de Bonstetten y de Wettswil am Albis, en el Cantón de Zúrich.

## Historia y Situación
La estación se encuentra ubicada en la zona norte del núcleo urbano de Bonstetten y en el sur del núcleo urbano de Wettswil am Albis. Fue inaugurada en 1864 con la apertura de la línea férrea Zúrich - Zug por parte del  Zürich-Zug-Luzern-Bahn. Cuenta con un único andén central, por el que pasan dos vías, además de existir otra vía pasante y un haz de dos vías muertas al norte de la estación. Actualmente se ha construido un nuevo edificio inaugurado en el año 2001 y que reemplazó al edificio original.
En términos ferroviarios, la estación se sitúa en la línea Zúrich - Zug. Sus dependencias ferroviarias colaterales son la estación de Birmensdorf hacia Zúrich y la estación de Hedingen en dirección Zug.

## Servicios ferroviarios
Los servicios ferroviarios de esta estación están prestados por SBB-CFF-FFS:

### S-Bahn Zúrich
La estación está integrada dentro de la red de trenes de cercanías S-Bahn Zúrich, y en la que efectúan parada los trenes de varias líneas pertenecientes a S-Bahn Zúrich:
- S 5 Zug – Affoltern am Albis – Zúrich HB – Uster – Pfäffikon SZ
- S 14 Affoltern am Albis – Altstetten – Zúrich HB – Oerlikon – Wallisellen – Hinwil